# 623
Раннє Середньовіччя. Триває чума Юстиніана. У Східній Римській імперії продовжується правління Іраклія. Частина території Італії належить Візантії, на решті лежить Лангобардське королівство. Франкське королівство об'єдналося під правлінням Хлотара II. Іберію займає Вестготське королівство. В Англії триває період гептархії. Авари та слов'яни утвердилися на Балканах. Центр Аварського каганату лежить у Паннонії. В Моравії утворилася перша слов'янська держава Само.
У Китаї триває правління династії Тан. Індія роздроблена. В Японії триває період Ямато. У Персії править династія Сассанідів. Степову зону Азії та Східної Європи контролює Тюркський каганат, розділений на Східний та Західний. Розпочалося становлення ісламу.
На території лісостепової України в VII столітті виділяють пеньківську й празьку археологічні культури. У VII столітті продовжилося швидке розселення слов'ян. У Північному Причорномор'ї співіснують різні кочові племена, зокрема кутригури, утигури, сармати, булгари, алани, авари, тюрки.

## Події
- Візантійський імператор Іраклій продовжив низку перемог над персами, виганяючи їх з границь імперії.
- Король франків Хлотар II проголосив свого сина Дагоберта I королем Австразії.
- Утворилася перша слов'янська держава Само.